# Orazio Schillaci
Orazio Schillaci (ur. 27 kwietnia 1966 w Rzymie) – włoski lekarz i nauczyciel akademicki, profesor, rektor Università degli Studi di Roma „Tor Vergata”, od 2022 minister zdrowia.

## Życiorys
W 1990 ukończył studia medyczne na Uniwersytecie Rzymskim „La Sapienza”. Doktoryzował się na tej samej uczelni w 2000. Specjalizował się w zakresie medycyny nuklearnej (1994) oraz radiodiagnostyki (2009). Był zawodowo związany z Università degli Studi dell’Aquila, w 2001 przeniósł się na Università degli Studi di Roma „Tor Vergata”. W 2007 uzyskał pełną profesurę. Był dyrektorem uczelnianej szkoły prowadzącej specjalizację z medycyny nuklearnej. W 2011 został prodziekanem, a w 2013 dziekanem wydziału medycyny i chirurgii. W 2019 powołany na rektora uniwersytetu.
Poza działalnością dydaktyczną i naukową podjął także praktykę lekarską. W 2018 został ordynatorem oddziału onkohematologii szpitala Policlinico Tor Vergata. Autor ponad 200 publikacji naukowych. Wszedł w skład rad redakcyjnych czasopism branżowych (m.in. „Journal of Nuclear Medicine”, „European Journal of Nuclear Medicine and Molecular Imaging” i „Cancer Biotherapy and Radiopharmaceuticals”). W 2017 stanął na czele AINM, włoskiego stowarzyszenia medycyny nuklearnej i obrazowania molekularnego.
W październiku 2022 objął urząd ministra zdrowia w utworzonym wówczas rządzie Giorgii Meloni.